# Словацький виноградарський регіон

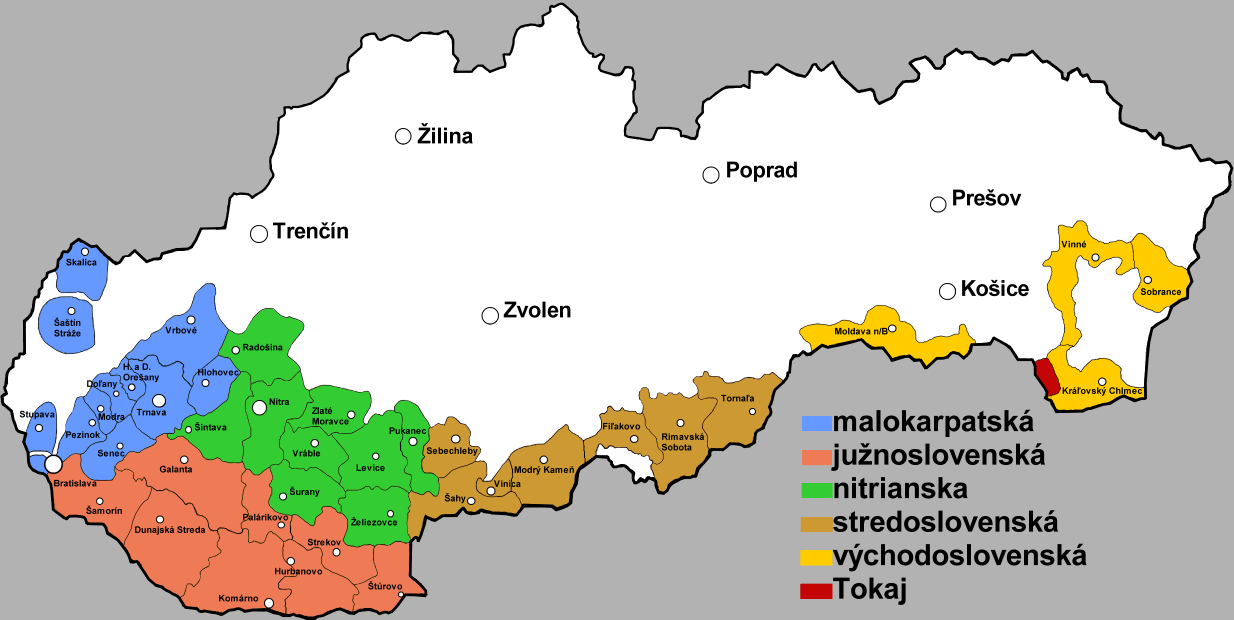
Поділ Словацького виноградарського регіону на виноробні області

Словацький виноградарський регіон (словац. Slovenský vinohradnícky región) — частина території Словаччини, де традиційно вирощують виноград для виробництва місцевих сортів вин. Регіон поділяють на 6 виноробних областей: Малокарпатську, Південнословацьку, Нітранську, Центральнословацьку, Східнословацьку і Токай.